# ادیتا پیاسکا
ادیتا پیاسکا (به انگلیسی: Edyta Piasecka) یک سوپرانوی دراماتیک لهستانی است.

## زندگی‌نامه
ادیتا از آکادمی موسیقی در کراکوف فارغ‌التحصیل شد. او در مجموعه‌ای از دوره‌ها از جمله، دوره بین‌المللی Bachakademie Stuttgart و دوره‌هایی که توسط Antonina Kawecka رهبری می‌شد، شرکت کرد. پیاسکا اولین حضور خود را در تئاتر بزرگ ورشو در سال ۲۰۰۳ را در نقش کونتسا دی فولویل انجام داد.